# Gheorghe Farcașiu
Gheorghe Farcașiu (n. 19 iunie 1944) este un fost deputat român în legislatura 1990-1992, ales în județul Maramureș pe listele partidului FSN. În cadrul activității sale parlamentare, Gheorghe Farcașiu a fost membru în grupurile parlamentare de prietenie cu Republica Italiană, Republica Coreea, Regatul Unit al Marii Britanii și Irlandei de Nord. 